# فيرناندو دي لا فوينتي
فيرناندو دي لا فوينتي (بالإسبانية: Fernando Emmanuel De la Fuente)‏ (26 مارس 1986 في الأرجنتين - ) هو لاعب كرة قدم أرجنتيني في مركز الوسط. لعب مع أتليتيكو رافائيلا وانيستتوتو وتشاكاريتا جيونيورز وسانتياغو واندررز وكولو-كولو ونادي أوهيجينس ونادي راسينغ ونويفا شيكاجو ويونيون دي سانتا في ولاسيرينا وسان مارتين دي سان خوان.

## روابط خارجية
- فيرناندو دي لا فوينتي على موقع قاعدة بيانات كرة القدم.إي يو (الإنجليزية)
- فيرناندو دي لا فوينتي على موقع Soccerway.com (الإنجليزية)